# Dąbrowa Tarnowska
Dąbrowa Tarnowska – miasto w województwie małopolskim, siedziba powiatu dąbrowskiego i gminy miejsko-wiejskiej Dąbrowa Tarnowska.
Położona jest nad rzeką Breń. Dąbrowa Tarnowska leży w dawnej ziemi sandomierskiej historycznej Małopolski, w XVII wieku położona była w województwie sandomierskim. W latach 1975–1998 miasto należało do województwa tarnowskiego.
Według danych GUS z 1 stycznia 2024 r. miasto miało 11 458 mieszkańców.

## Toponimia
Nazwę swą Dąbrowa Tarnowska wywodzi od porastających przed wiekami te okolice lasów i gajów dębowych, zwanych dąbrowami. Na kartach historii pojawiały się nazwy: Dambrowa – 1378 r., Dambrawa Magna (Dąbrowa Wielka) – 1578 roku.

W XX w. Dąbrowa, dla odróżnienia od innych miast o tej samej nazwie, otrzymała nazwę urzędową Dąbrowa Tarnowska.

## Historia
Badania pradziejów regionu Dąbrowa Tarnowska potwierdzają istnienie zorganizowanej osady już pod koniec XIV wieku. Wieś była własnością rodu Ligęzów, którzy lokowali ją na prawie niemieckim w 1422 roku. Dąbrowa była wówczas rozwiniętą osadą. Już wówczas był tu duży młyn, duże gospodarstwo rybne, 60 gospodarstw kmiecych i folwark Feliksa Ligęzy. Mówiąc o rozwoju Dąbrowy i ich mieszkańcach trzeba wspomnieć, że dzisiejsze dzielnice Ruda i Podkościele stanowiły oddzielne miejscowości. Za czasów gdy właścicielem wsi był kasztelan sandomierski Mikołaj Spytek Ligęza stała się ona centrum produkcji, usług rzemieślniczych oraz wymiany handlowej dla okolicy.

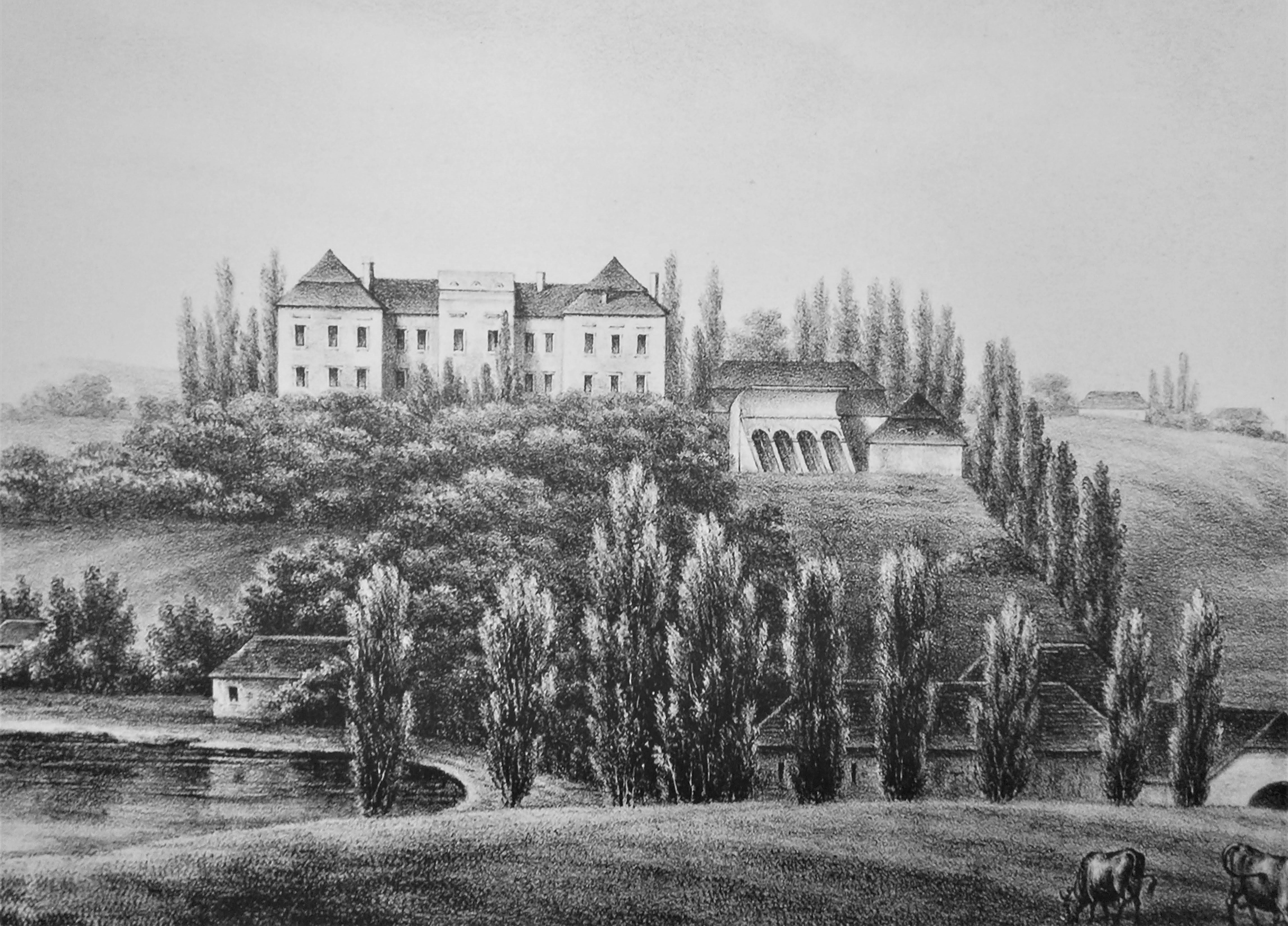
Zamek w Dąbrowie Tarnowskiej

Mikołaj Spytek Ligęza był fundatorem kościoła parafialnego, który wybudowany został prawdopodobnie w 1614 roku. Zbudował także w latach 30. XVII w. otoczony rozlewiskami rzeki Bagienicy zamek w typie „palazzo in fortezza”. Zamek był wybudowany na planie czworoboku z wałami i czterema narożnymi bastionami, otaczającymi rezydencję Ligęzów na terenie zwanym „Podzamcze”. Zamek nie był użytkowany długo jako rezydencja, ponieważ w latach 1683–1693 na wzgórzu, na północ od zamku Michał Lubomirski zbudował nowy barokowy pałac, a stary zamek bastionowy zamieniono na browar.

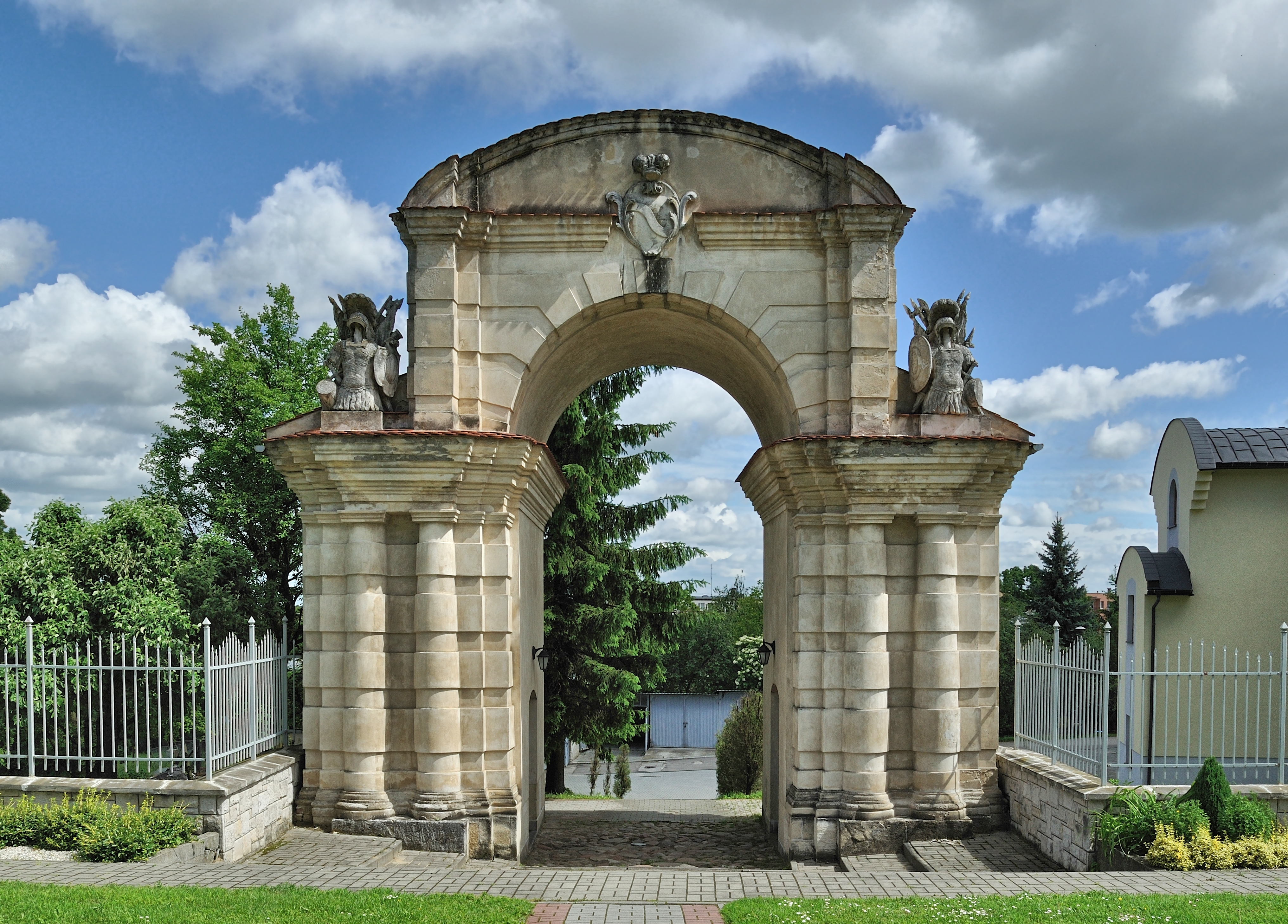
Brama wjazdowa do nieistniejącego Pałacu Lubomirskich

Najprawdopodobniej w 1693 r. doszło do nadania Dąbrowie praw miejskich i nowego rozplanowania założenia miejskiego na wschód od pałacu. W 1697 r. Dąbrowa dostała przywileje urządzania trzech jarmarków rocznie. Były to słynne jarmarki – targi końmi i wołami. W 1771 r. na miejscu dawnego kościoła został wybudowany nowy, na ówczesne czasy imponujący. W XVIII w. Dąbrowa była miastem w pełni rozwiniętym gospodarczo. Były tu liczne cechy rzemieślników, szkoła, szpital. Imponujący rozwój miasta przerwał I rozbiór Polski. W 1846 r. pałac barokowy został zniszczony przez pożar, na jego miejscu został wzniesiony w latach 1948–1965 nowy kościół parafialny. Z okresu istnienia pałacu pozostała do dziś zabytkowa brama wjazdowa. W 1906 r. została oddana do użytku linia kolejowa, wkrótce sieć komunikacyjna, funkcjonowała też poczta. I i II wojna światowa poczyniły ogromne spustoszenie i przyniosły duże straty w ludziach. Lata powojenne to okres wzrostu gospodarczo-społecznego i kulturalnego miasta i powiatu dąbrowskiego.
Podczas okupacji hitlerowskiej, w lipcu 1942 roku Niemcy utworzyli getto dla żydowskich mieszkańców. Przebywało w nim około 3200 Żydów. W październiku roku zostali wywiezieni do obozu zagłady Bełżcu i tam zamordowani.

## Klimat
Klimat Dąbrowy Tarnowskiej zaliczany jest do klimatów podgórskich nizin i kotlin, jest łagodny i dość suchy, korzystnie działający na organizm człowieka. Sprzyja on rolnictwu i sadownictwu.

## Zabytki

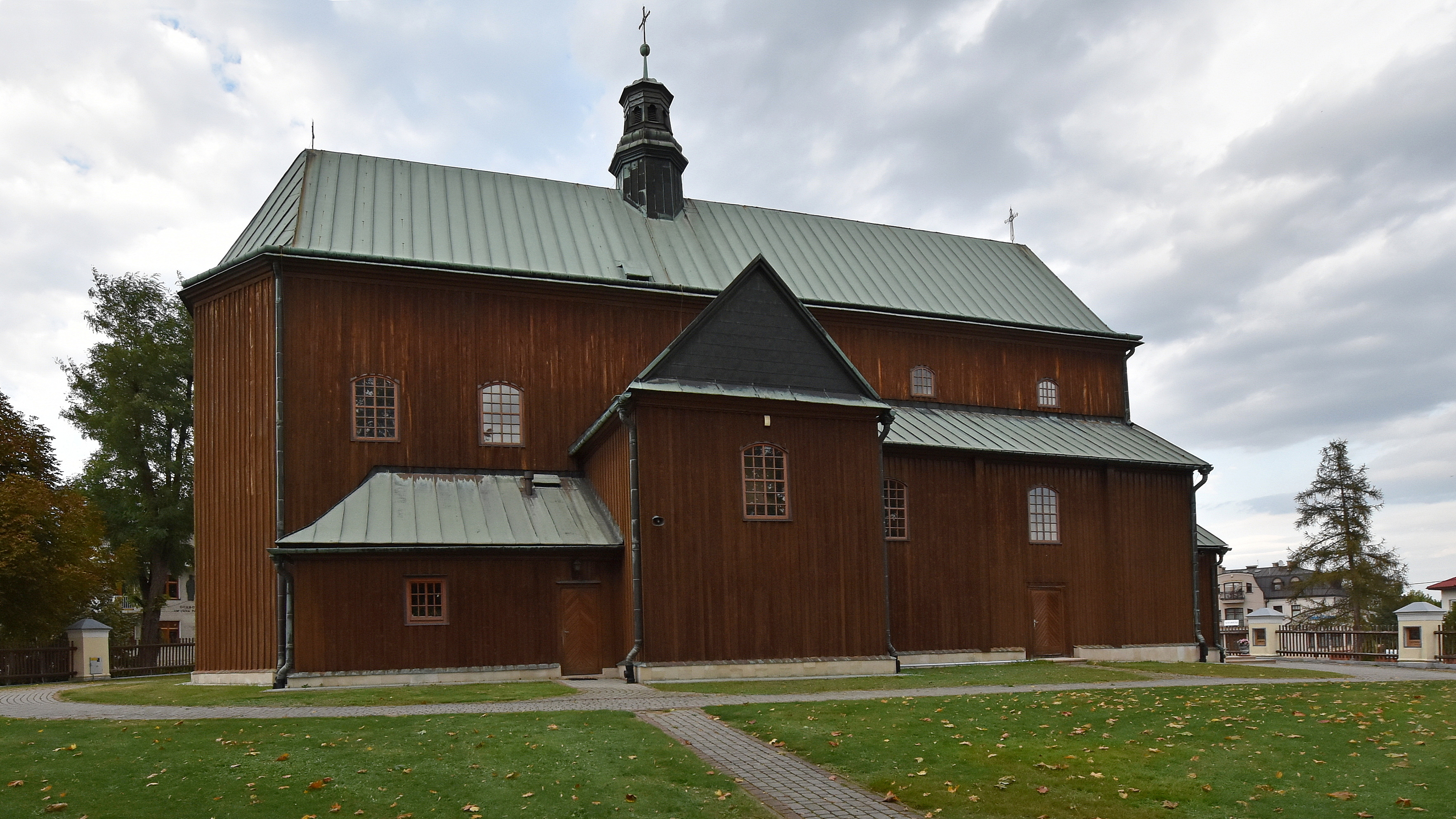
Drewniany Kościół pw. Wszystkich Świętych z 1771 r.

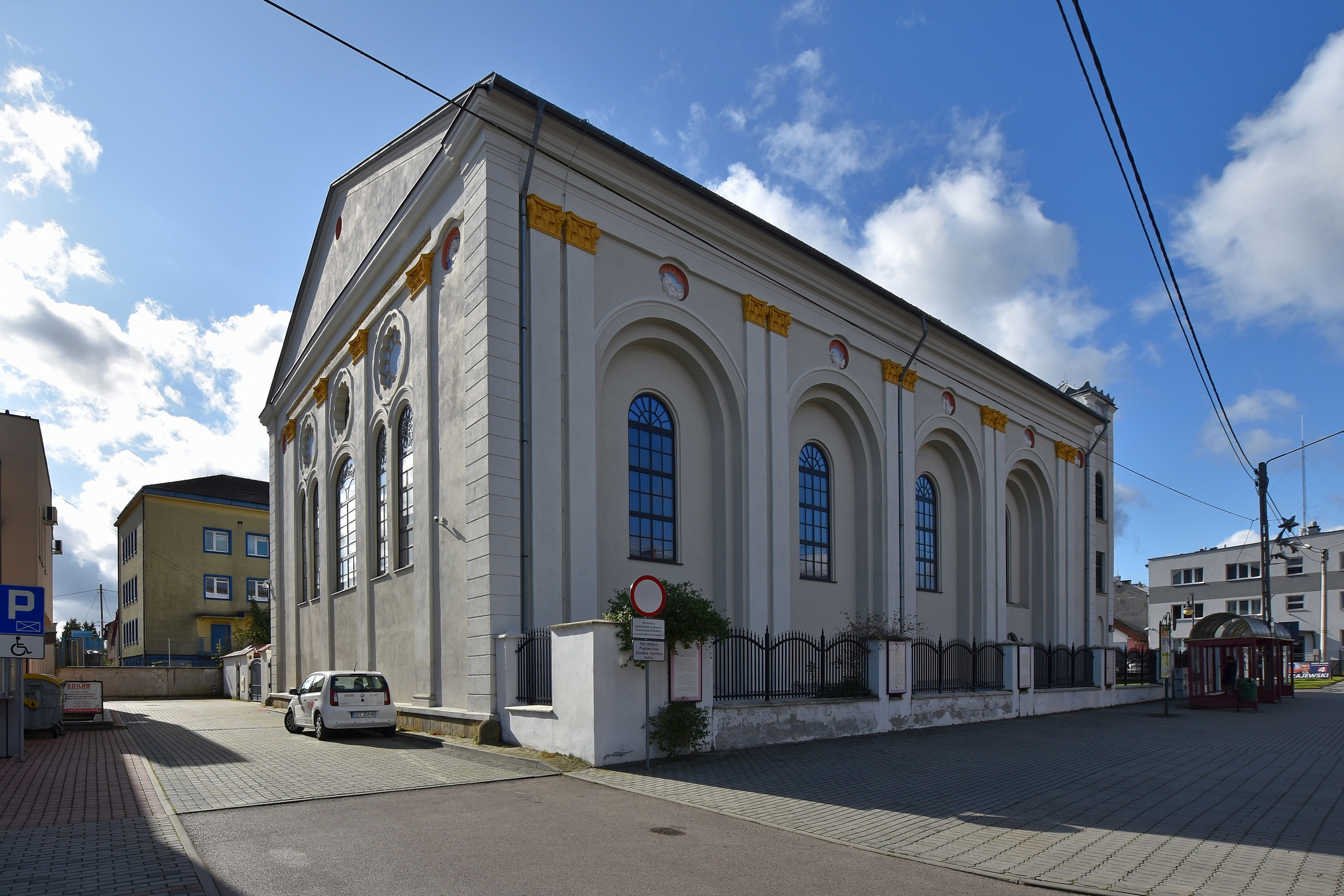
Synagoga w Dąbrowie Tarnowskiej z 2. połowy XIX w.

Obiekt wpisany do rejestru zabytków nieruchomych województwa małopolskiego.
- Zespół kościoła filialnego pw. Wszystkich Świętych. Obiekt znajduje się na małopolskim Szlaku architektury drewnianej w Województwie Małopolskim[8];
- synagoga;
- cmentarz wojenny nr 248 z I wojny światowej, kaplica;
- brama zamkowa, park i piwnice pałacowe;
- obelisk Ligęzów;
- willa „Jaga” ul. 1 Maja 3.

### Inne zabytki
- zegar na budynku dawnego ratusza (obecnie siedziba Sądu Rejonowego w Dąbrowie Tarnowskiej),
- synagoga przy ulicy Daszyńskiego, obecnie Muzeum Judaistyczne,
- ruiny barokowego pałacu Lubomirskich.
- dwór w miejscu jednego bastionów nieistniejącego zamku. Dwór nie posiada już ganku, Al. Wolności 4,
  - budynek wozowni z 1914 roku, al. Wolności 8 i 10.

### Pomniki
- obelisk braci Lubomirskich z połowy XVIII w.
- pomnik w Danielniku,
- pomnik w Parku Miejskim „Poległym w imię honoru i niezłomnej służby Ojczyźnie. 1914–1920”, z płaskorzeźbą autorstwa Hanny Nałkowskiej,
- pomnik wotywny,
- pomnik Jana Pawła II.

## Edukacja

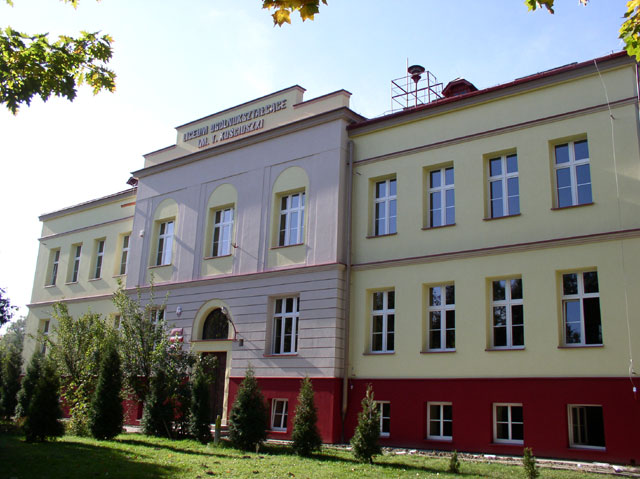
I Liceum Ogólnokształcące

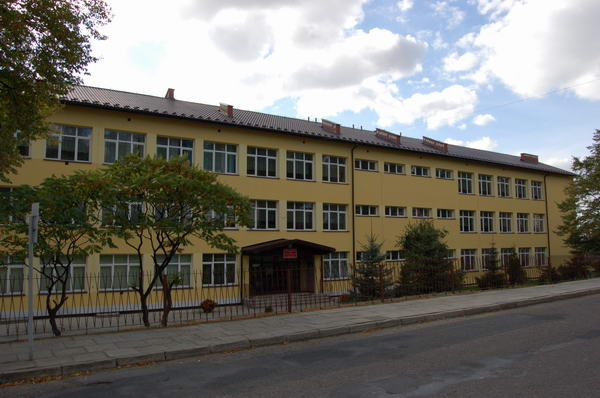
Szkoła Podstawowa nr 3 im. Bohaterów Powiśla Dąbrowskiego (dawne Gimnazjum nr 2)

W Dąbrowie Tarnowskiej funkcjonują trzy przedszkola, trzy szkoły podstawowe. W mieście istnieją 2 zespoły szkół ponadpodstawowych, w skład których wchodzą licea ogólnokształcące, technika, a także szkoły policealne.
Przedszkola:
- Przedszkole nr 1,
- Przedszkole nr 2,
- Przedszkole Niepubliczne – „Ochronka im. Jana Pawła II”[9].

Szkoły podstawowe:
- Szkoła Podstawowa nr 1 im. Jana Pawła II,
- Szkoła Podstawowa nr 2 im. Mikołaja Kopernika
- Szkoła Podstawowa nr 3 im. Bohaterów Powiśla Dąbrowskiego[10].

Szkoły ponadpodstawowe:
- I Liceum Ogólnokształcące im. Tadeusza Kościuszki[11];
- Zespół Szkół Ponadgimnazjalnych nr 2 im. Krzysztofa Kamila Baczyńskiego.

## Fauna i flora
Na terenie Nadleśnictwa Dąbrowa Tarnowska najwięcej jest borów, są to drzewostany iglaste z przewagą sosny, później następują takie gatunki jak dąb, buk, olsza, brzoza. Występują obwody łowieckie polne i leśne. Można w niej spotkać zwierzynę grubą: dzik, jeleń, sarna i przechodzący łoś, a także zwierzynę drobną, tj. zając, lis, jenot, borsuk, kuna domowa i leśna, bóbr oraz ptaki – kuropatwa, bażant, gołąb grzywacz, bocian biały i czarny oraz ptaki drapieżne.
Lasy:
- Księży Las - ul. Jagiellońska
- Las Beleryt - ul. Szarwarska
- Las Danielnik

## Kultura i media

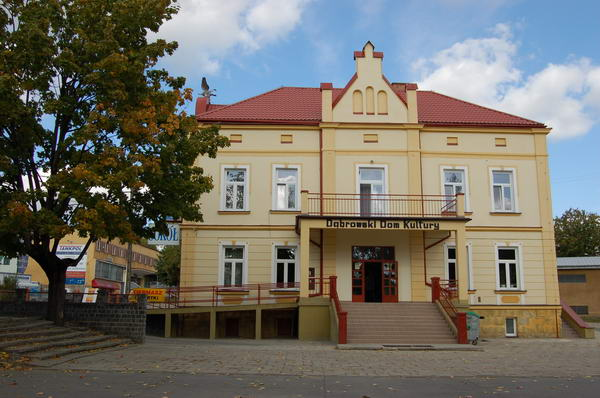
Dąbrowski Dom Kultury

Głównym organizatorem imprez kulturalnych na terenie gminy Dąbrowa Tarnowska jest Dąbrowski Dom Kultury. Są to m.in.:
- Wieczór Poetów Powiśla Dąbrowskiego,
- Przegląd Zespołów Teatralnych „Laur Melpomeny”,
- Dni Dąbrowy Tarnowskiej w ramach których wystąpili m.in.: Big Cyc, Grupa Operacyjna, zespół Łzy, Reni Jusis, Szymon Wydra & Carpe Diem, Monika Brodka, Ewelina Flinta, Brathanki, Kora oraz Wilki, Enej.
- Powiatowy Bieg „Sokoła”,
- Przegląd Dorobku Artystycznego Szkół „Płomień”.

### Muzea
- Izba Pamięci Żydów,
- Muzeum Polonijne,
- Muzeum Powiśla Dąbrowskiego,
- Muzeum Agatów i Skamieniałych Drzew.

### Kino
- Kino Sokół 3D

### Gazety
- „Żyjmy Ewangelią” – czasopismo duszpasterskie.

### Portale informacyjne
- E-kurier Dąbrowski[13]
- Prawdę Mówiąc[14]
- Dabrowatar.pl
- Powiśle Dąbrowskie[15]
- Dąbrowa Tarnowska – Nasze Miasto[16]
- Informator Dąbrowski[17]
- NaszePowisle.pl[18]
- Głos 24

## Polityka i społeczeństwo

### Burmistrz
Pierwszym burmistrzem Dąbrowy Tarnowskiej był Mieczysław Pyrcz (1990–1994). W latach 1994–2014 funkcję tę sprawował Stanisław Początek. W 2014 w wyborach wygrał były starosta dąbrowski Krzysztof Kaczmarski, w 2018 i 2024 uzyskiwał reelekcję.
W latach 1994–2014 zastępcą burmistrza był Marek Minorczyk. W latach 2014–2018 oraz od 2022 funkcję tę pełni Stanisław Ryczek.

Podział mandatów w Radzie Miejskiej w Dąbrowie Tarnowskiej: Prawo i Sprawiedliwość – 6 mandatów; Niezależni Ziemi Dąbrowskiej – 6 mandatów; Porozumienie Samorządowe – 4 mandaty; Trzecia Droga – 3 mandaty; Wspólnota Samorządu Powiśla Dąbrowskiego – 2 mandaty.

### Skład Rady Miejskiej 2024-2029[31]
| Imię i Nazwisko           | Stanowisko            | Klub                                     |
| ------------------------- | --------------------- | ---------------------------------------- |
| Wiesław Mendys            | Przewodniczący        | Wspólnota Samorządu Powiśla Dąbrowskiego |
| Paweł Mikos               | Z-ca Przewodniczącego | PiS                                      |
| Bernadetta Mrówka         | Z-ca Przewodniczącego | Niezależni Ziemi Dąbrowskiej             |
| Bogusława Bator           | Radny                 | Niezależni Ziemi Dąbrowskiej             |
| Józefa Borowska-Marciniak | Radny                 | Wspólnota Samorządu Powiśla Dąbrowskiego |
| Bartłomiej Drożdż         | Radny                 | Porozumienie Samorządowe                 |
| Andrzej Giza              | Radny                 | Porozumienie Samorządowe                 |
| Tadeusz Gubernat          | Radny                 | PiS                                      |
| Mirosław Jastrząb         | Radny                 | Niezależni Ziemi Dąbrowskiej             |
| Paweł Kądzielawa          | Radny                 | Trzecia Droga                            |
| Mariola Kobos             | Radny                 | Niezależni Ziemi Dąbrowskiej             |
| Zygmunt Kułaga            | Radny                 | Trzecia Droga                            |
| Dariusz Lizak             | Radny                 | Porozumienie Samorządowe                 |
| Mirosław Mierzejewski     | Radny                 | Porozumienie Samorządowe                 |
| Andrzej Pabian            | Radny                 | PiS                                      |
| Bogdan Pawelec            | Radny                 | PiS                                      |
| Aleksandra Prażuch        | Radny                 | PiS                                      |
| Jacek Świątek             | Radny                 | Trzecia Droga                            |
| Józefa Taraska            | Radny                 | Niezależni Ziemi Dąbrowskiej             |
| Justyna Wajda             | Radny                 | Niezależni Ziemi Dąbrowskiej             |
| Jerzy Żelawski            | Radny                 | PiS                                      |

## Administracja

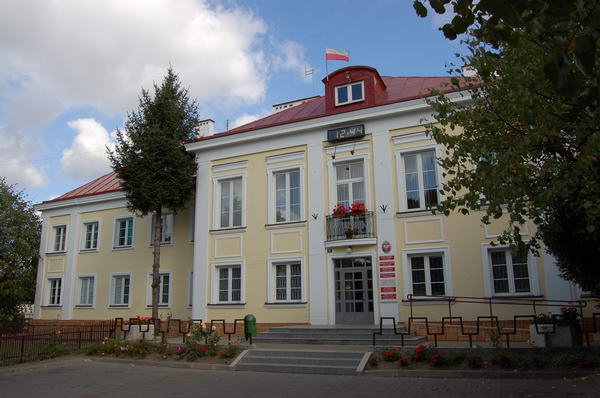
Urząd Miejski w Dąbrowie Tarnowskiej

### Podział administracyjny
Dzielnice i osiedla:
- Bagienica,
- Podkościele,
- Czernia,
- Ruda-Zazamcze,
- Ulinów,
- Zazamcze,
- os. Kościuszki,
- os. Westerplatte

### Burmistrzowie Dąbrowy Tarnowskiej
- Franciszek Batorowicz,
- Mieczysław Pyrcz (1990–1994),
- Stanisław Początek (1994–2014),
- Krzysztof Kaczmarski (od 2014).

## Demografia
- 1900 – 3 000
- 1910 – 3 029
- 1925 – 2 660
- 1931 – 6 017
- 1939 – 6 100
- 1946 – 4 520
- 1950 – 4 266
- 1960 – 5 083
- 1970 – 6 654
- 1978 – 7 616
- 1988 – 10 082  [33]
- 1995 – 11 015
- 1996 – 11 109
- 1997 – 11 136
- 1998 – 11 178
- 1999 – 11 149
- 2000 – 11 163
- 2001 – 11 251
- 2002 – 11 248
- 2003 – 11 209
- 2004 – 11 280
- 2005 – 11 263
- 2006 – 11 274
- 2007 – 11 331
- 2008 – 11 402
- 2009 – 11 449
- 2010 – 11 474
- 2011 – 11 825
- 2012 – 11 861
- 2013 – 11 846
- 2014 – 11 881
- 2015 – 11 891
- 2016 – 11 907
- 2017 – 11 924
- 2018 – 11 906
- 2019 – 11 864
- 2020 – 11 828
- 2021 – 11 828
- 2022 – 11 945  [34]
- 2024 – 11 456

Wykres liczby ludności miasta Dąbrowa Tarnowska na przestrzeni ostatnich 6 stuleci

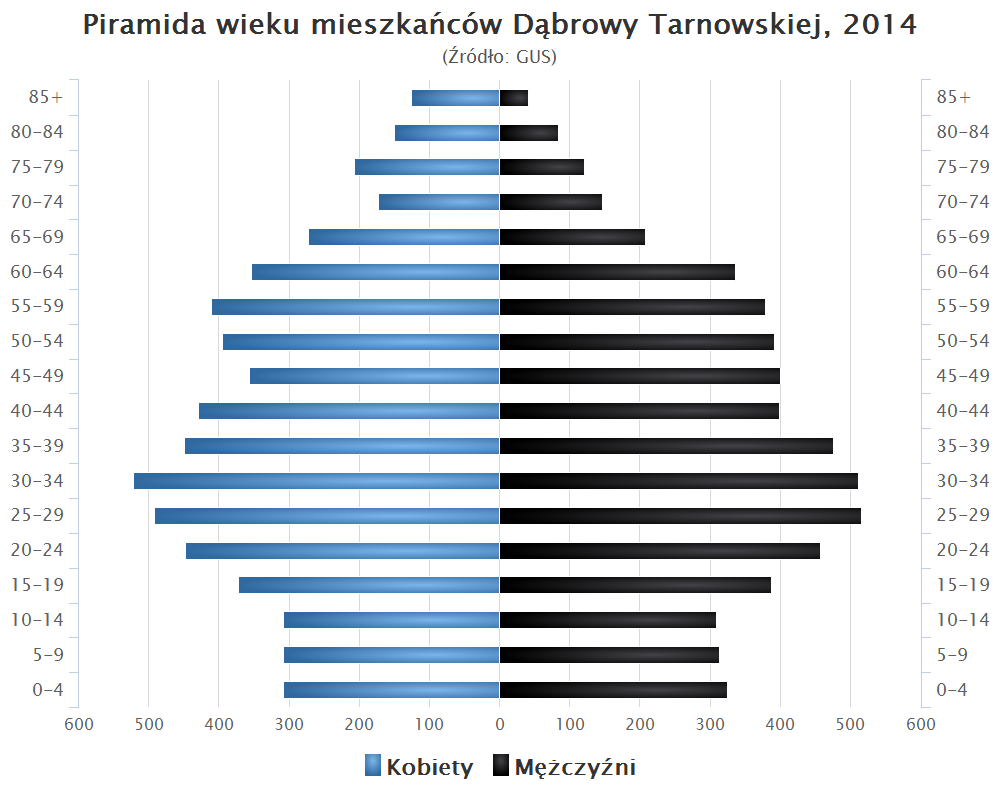
Piramida wieku mieszkańców Dąbrowy Tarnowskiej w 2014 roku

## Infrastruktura

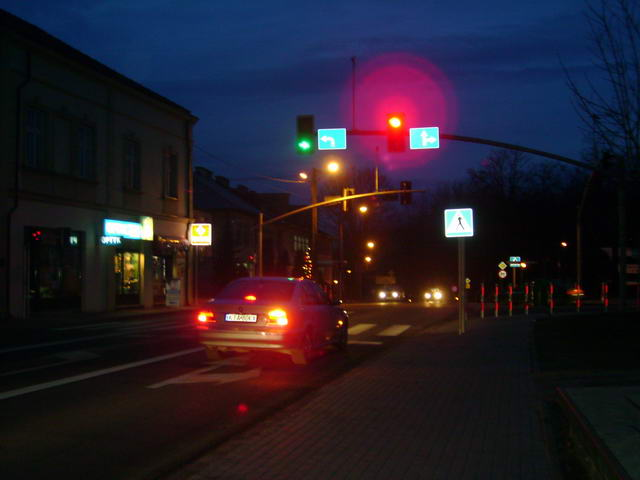
Główne skrzyżowanie w mieście

### Transport
Przez Dąbrowę Tarnowską przebiega droga krajowa nr 73 (Kielce – Busko-Zdrój – Dąbrowa Tarnowska – Tarnów – Jasło) oraz droga wojewódzka nr 975 (Dąbrowa Tarnowska – Żabno – Wojnicz – Zakliczyn – Dąbrowa).
W Dąbrowie Tarnowskiej znajduje się nieczynna stacja kolejowa. Przez stację przechodzi zbudowana w 1906 r. linia kolejowa Tarnów – Szczucin, czyli tzw. Szczucinka. Ruch pasażerski został na niej zawieszony w 2000, a od 2006 r. jest całkowicie zamknięta. Koncepcja wydłużenia kolei ze Szczucina do Buska-Zdroju i jej zelektryfikowania, a tym samym stworzenia najkrótszego połączenia Tarnowa przez Kielce z Warszawą, nie została zrealizowana. Późniejsze plany inwestycyjne przewidywały połączenie Żabna, przez most w Nowym Korczynie, z Buskiem-Zdrojem (omijające Dąbrowę Tarnowską i Szczucin), jednak nie zostały one uwzględnione w dokumencie rządowym „Master Plan dla Transportu Kolejowego w Polsce do 2030 roku”.
W 2012 r. przy ul. Szpitalnej otwarto sanitarne lądowisko.

## Wspólnoty religijne

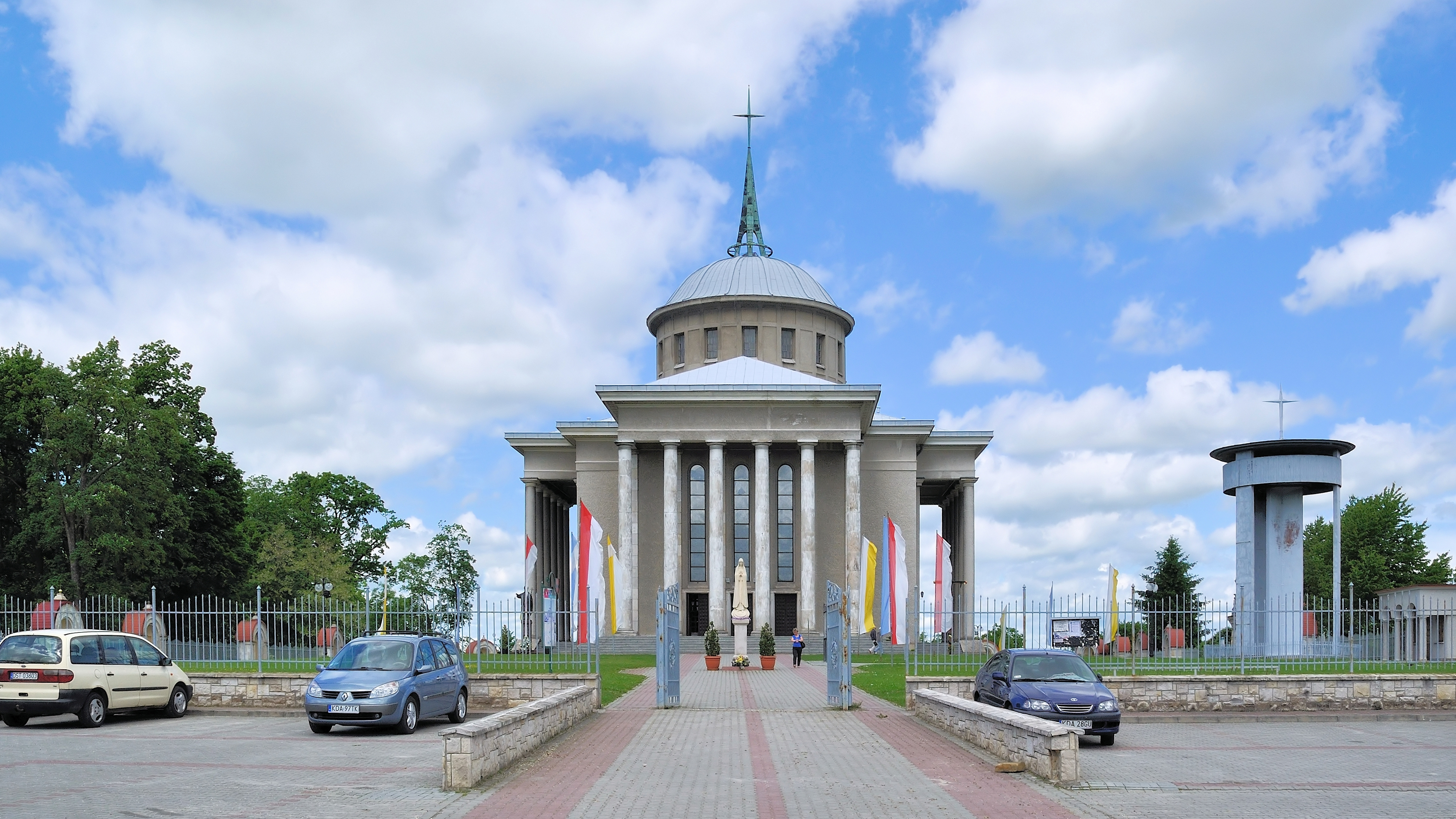
Kościół Najświętszej Marii Panny Szkaplerznej

Miasto obejmuje parafia rzymskokatolicka Najświętszej Maryi Panny Szkaplerznej, która należy do dekanatu Dąbrowa Tarnowska. W mieście znajduje się zbór Świadków Jehowy.

## Sport

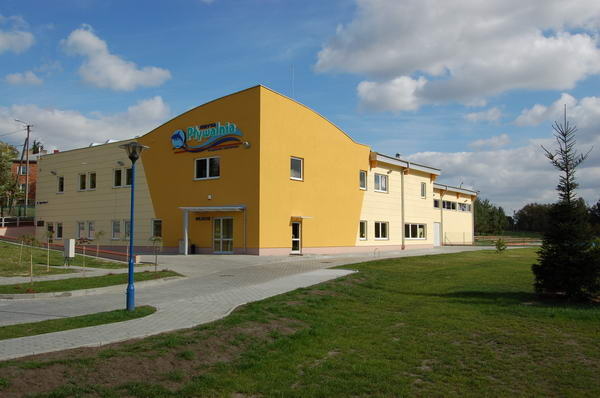
Kryta pływalnia

W mieście działa Miejsko–Gminny Ośrodek Sportu i Rekreacji, będący samorządową jednostką organizacyjną powołaną do prowadzenia działalności sportowo-rekreacyjnej. Do podstawowych zadań ośrodka należy: organizowanie różnego rodzaju zawodów i imprez sportowych, współdziałanie z klubem „Dąbrovia”, organizacjami sportowymi, szkołami i innymi organizacjami społecznymi w dziedzinie rozwoju i popularyzacji różnych dyscyplin sportowych i rekreacyjnych.
Ośrodek na powierzchni 6 ha oferuje możliwość skorzystania z: hali sportowej, stadionu, bieżni 4 × 100, boiska do piłki nożnej, ścieżki zdrowia, otwartych torów łuczniczych, boiska do siatkówki plażowej i na trawie, basenu krytego, basenu odkrytego, brodzika dla dzieci, placu zabaw, lodowiska naturalnego i parkingu.

### Ścieżki rowerowe
- Tarnów-Mościce – Dąbrowa Tarnowska (niebieski) – 29 km
- Tarnów-Rzędzin – Dąbrowa Tarnowska (zielony) – 35 km
- Dąbrowa Tarnowska – trasa miejska – 12 km
- Trasa-szlak „Rekreacyjna” – ok. 53 km
- Trasa „Zabytkowa-sakralna” – 70 km

## Miasta partnerskie
- Bałta, Ukraina (27.08.2016)[38]
- Rejon wileński, Litwa[39]
- Rixheim, Francja[40]
- Budapeszt, dzielnica Pestszentlőrinc-Pestszentimre, Węgry[41]
- Żydaczów, Ukraina[42]